# Anton Bezenšek
Anton Bezenšek [ánton bezénšek], slovenski stenograf, urednik, pedagog, založnik in slavist, * 15. april 1854, Bezenškovo Bukovje pri Frankolovem, † 10. december 1915, Sofija, Bolgarija.
Bezenšek je ustanovitelj slovenske, hrvaške, bolgarske in ruske stenografije.

## Življenje

### Mladost
Rodil se je očetu Tomažu Vezenšku - (Anton se je odrasel sam preimenoval v Bezenšek) in materi kmetici Marjeti rojeni Kranjc v Bukovju pri Frankolovem kot najstarejši med osmimi sinovi. Oče Tomaž je bil dober gospodar in razgledan kmet, ugleden je bil v svoji okolici tudi kot dober pevec, cerkveni ključar in glasbenik. Zavedal se je pomena šolske izobrazbe in je vse svoje sinove spodbujal k učenju. Anton je že v Ljudski šoli na Frankolovem pokazal svojo nadarjenost. Takratni učitelj Filip Koderman ga je v popoldanskem času še dodatno poučeval nemščino, tako da se je Tonej, kakor so ga klicali domači, lahko v jeseni leta 1865 vpisal v četrti razred ljudske šole v Celju. Tu je dopolnil svoje znanje in se vpisal na Gimnazijo v Celju. Postal je eden od najboljših učencev četrtega letnika, zato je bil leta 1870, zaradi učnega uspeha in vzornega vedenja, sprejet v celjsko Opatijo na brezplačno hrano in stanovanje. Takratni opat Matija Vodušek ga je spodbujal k literarnemu ustvarjanju. Tonej je že kot gimnazijec pošiljal svoje leposlovne spise pod psevdonimom v mladinski časopis Vrtec in leposlovni list Zora.

### Bezenškov visokošolski študij
Čas njegovega šolanja na Gimnaziji v Celju je sovpadal z dobo narodnih taborov in uspešnim delovanjem čitalnic, to je izoblikovalo odločno narodno mišljenje in ljubezen do slovenske besede. Leta 1873 je bil glavni pobudnik in ustanovitelj Besede prvega slovenskega dijaškega društva na celjski gimnaziji. Postal je prvi predsednik in zelo dejaven član tega društva. To mu je nakopalo mnogo težav z nemško usmerjenimi profesorji, zlasti od profesorja matematike, ki mu je zagrozil da ne bo opravil mature. Bezenšek se je takrat povezal s svojimi prijatelji, ki so bili v podobnem položaju, prijavili so se na zrelostni izpit leta 1874 v Zagreb, kjer je uspešno maturiral. Oktobra leta 1874 se je vpisal na filozofsko fakulteto, novoustanovljene zagrebške univerze. Obiskoval je predavanja iz slavistike, klasične filologije in filozofije. Tu se je seznanil tudi z Slovencem prof. Franjem Magdičem, ki velja za začetnika hrvaške stenografije. Večina takratnih slovenskih študentov na visokih šolah se je morala preživljati sama, tako tudi Bezenšek, ki si je nekaj sredstev pridobil z instrukcijami premožnejših študentov, veliko več pa s poučevanjem stenografije, hrvaških dijakov na veliki Zagrebški gimnaziji. Organiziral je tečaje stenografije in v petih letih študija navdušil ter usposobil cele generacije hrvaških srednješolcev, jih zbiral, spodbujal, bodril, navduševal. V šolskem letu 1878/79 je zaključil svoj študij in postal honorarni učitelj na gimnaziji v Zagrebu, kjer je poleg stenografije poučeval še nemščino in matematiko. Na univerzi v Zagrebu si je vztrajno prizadeval da bi odprli lektorsko mesto za stenografijo. Njegovi prošnji je hrvaška vlada 15.septembra 1878 ugodila, vendar je to mesto tako nizko ovrednotila, da je razočarani Bezenšek službo zavrnil.

### Bezenškovo ukvarjanje sstenografijo
Prvo srečanje s stenografijo je Bezenšek doživel že v petem razredu gimnazije v Celju. Na gimnaziji je nemško stenografijo po Gabelsbergerjevem sistemu, poučeval kot neobvezen predmet Čeh dr. Gustav Lindner, navduševal je zanjo dijake, med njimi tudi Bezenška. Že leta 1875 je Bezenšek  izdal prvo stenografsko knjigo na slovanskem jugu- Stenografsko čitanko. Postal je dopisni član stenografskih društev na Dunaju in v Toplicah na Češkem. Leta 1876 je popolnoma samostojno začel izdajati prvi strokovni časopis Jugoslovanski stenograf, namenjen slovenskim in hrvaškim bralcem. Istega leta je Bezenšek potoval po Češki in Nemčiji, v Pragi je en semester poslušal predavanja iz slavistike in opravil izpit iz nemške stenografije. Tako je pridobil uradni certifikat za poučevanje tega predmeta na srednjih šolah. Med svojim bivanjem v Pragi in Dresdenu je navezal stike z znanimi nemškimi, poljskimi in češkimi stenografi, ki so vplivali na to, da je kasneje svoj prenos stenografije v slovenščino prilagodil češkemu stenografskemu sistemu. Na Slovensko matico v Ljubljani se je obrnil s predlogom da izdajo njegovo slovensko oziroma jugoslovansko stenografijo, vendar so to zaradi slabega finančnega stanja začasno odložili. Na lastne stroške je nato izdal konec septembra 1876 svojo knjigo Nauk o stenografiji za hrvatski in slovenski jezik. Med slovenskimi razumniki in dijaki je knjiga našla veliko navdušencev, stenografija se je pričela širiti po slovenskih deželah. Stenografijo je Bezenšek v časopisu Jugoslovanski stenograf označil za ; tisto plemenito in vzvišeno sredstvo, ki narode zbližuje in jih druži, odpravlja razlike med latinico in cirilico. Bil je dober slavist in poznavalec vseh jugoslovanskih jezikov in je hotel ustvariti enotno stenografijo za vse južne Slovane, vzor mu je bila češka stenografija. Po odhodu na študije v Zagreb je poleg organiziranja tečajev stenografije na Gimnaziji v Zagrebu in na Univerzi, deloval tudi kot stenograf v hrvaškem saboru, kjer je postal celo vodja saborskega stenografskega urada. Poleti leta 1879, predno je šel na počitnice domov, je prejel brzojavko bolgarskega finančnega ministra Gligorija Načoviča z vabilom, naj pride v Sofijo, kjer mu nudijo mesto gimnazijskega profesorja s plačo 3000 švicarskih frankov s pogojem, da priredi stenografijo za bolgarski jezik in vzgoji stenografe za bolgarsko sobranje. Po rusko-turški vojni in 3. marca 1878 podpisani Mirovni pogodbi pri San Stefanu med Rusijo in Turčijo, je demokratična država Bolgarija šele nastajala. Odločitev za Bezenška ni bila lahka, vendar je bil prepričan slovanofil, zato se je odločil da vabilo sprejme. Podpisal je pogodbo za pet let in bil prepričan da bo le začasna. Prvo predavanje o razvoju stenografije pri evroskih narodih je imel 25. septembra 1879 v prostorih Bolgarskega Sobranja v Sofiji. To je rojstni dan bolgarske stenografije, istega dne je tudi pričel s prvimi tečaji stenografije za Bolgare. Prvi učbenik z naslovom B'lgarska stenografija po sistemata na Fr.Ks. Gabelsberg je izdal leta 1880 in ga kasneje še popravjal ter dopolnjeval do popolnosti. Med njegovimi učenci so bili višji uradniki, častniki, duhovniki in mnogi drugi poklici. Po prvem končanem letniku šolanja je med tečajniki izbral pet najboljših in jih zaposlil kot pomožne stenografe v svojem uradu. Na klasični gimnaziji v Sofiji je postal tudi profesor klasičnih jezikov in nemščine. Dejaven je bil tudi v družbenem življenju Sofije. Opazil je pomanjkljivo društveno življenje Bolgarov in kot dober organizator, po vzoru celjskega dijaškega društva, ustanovil prvo kulturno-prosvetno društvo Slavjanska beseda. Društvo je kmalu postalo središče družabnega, prosvetnega in narodnega življenja v mestu. Živel je v hotelu, vendar se je tam počutil utesnjen, zato si je v središču Sofije ob Alabinski ulici, kupil razmeroma veliko parcelo na kateri si je sezidal vilo. Poleg vseh svojih dejavnosti je Bezenšek veliko pisal za razne slovanske časopise, postal je stalni dopisnik slovenskih- Slovenski narod, hrvaških, srbskih, bolgarskih in nemškega dunajskega časopisa Vaterland. Njegovi članki so bili objektivni in aktualni, dajali so pregled nad političnim, gospodarskim in kulturnim položajem v takratni Bolgariji.

### Nepričakovana odpoved dela v Sofiji
Leta 1884 je odšel Bezenšek na poletne počitnice, domov v Slovenijo. Preživel jih je zelo aktivno, po vrnitvi konec meseca septembra v Sofijo, ga je tam pričakalo šokantno presenečenje. Bolgarska vlada mu je poslala sporočilo da ne bo podaljšala njegovo pogodbo za delo v stenografskem uradu, ukaz je podpisal novoizvoljeni minister Karavelov. Bezenška je ta odpoved prizadela, vendar je takoj pogledal okoli za novo zaposlitvijo. Odprlo se mu je več možnosti, ena celo na Kranjskem, zaposlitev pri kranjskem deželnem odboru v Ljubljani. V Bolgariji je bil že precej poznan in povabili so ga v Plovdiv, ki je postal  po Berlinskem kongresu, oblastno središče Vzhodne Rumelije, ki ni pripadala severni Bolgariji in jo je upravljal guverner. Ta ponudba mu je bila ljubša, ker mu je omogočala poleg vodenja stenografskega urada še profesuro na tamkajšnji gimnaziji, katero je cenil kot svoje poslanstvo. V Plovdivu je bil zelo lepo sprejet, njegov stenografski urad pa ni imel dolge življenjske dobe, saj je oblastna skupščina prenehala delovati 18. septembra 1885. Tedaj je prišlo do združitve severne in južne Bolgarije. Bezenšku se je odprla možnost da se vrne nazaj v stenografski urad v Sofijo, vendar se je tako vživel v svoje delo na Gimnaziji v Plovdivu, da te priložnosti ni izkoristil. Začelo se je njegovo 20- letno življenje in delo v Plovdivu. Svojim mlajšim bratom je redno pomagal, Dominiku finančno da je doma na Frankolovem lahko odprl gostilno in trgovino, Arnoštu že prej med študijem v Zagrebu, potem ga je povabil v Bolgarijo in tam skrbel za njegovo vzgojo, po nekaj letih bivanja v Plovdivu pa je bratu Ignacu, ki je končal kmetijsko-vinarsko šolo na Grmu pri Novem mestu, priskrbel mesto vinarskega nadzornika v Plovdivu, bratu Alojzu pa je pomagal v Plovdivu ustanoviti knjigarno in založbo Pčela, ta založba si je v Bolgariji pridobila velik ugled. Leta 1895 je iz ljubiteljskih nagibov do petja v Plovdivu ustanovil Mestni pevski zbor, katerega predsednik je postal. Dal je tudi pobudo za ustanovitev zveze vseh pevskih društev, delujočih na slovanskem jugu. Zveza južnoslovanskih pevskih zborov je bila pod njegovim predsedstvom ustanovljena leta 1896 v Plovdivu.
Leta 1906 se je vrnil v Sofijo, kjer je ostal do svoje smrti. V tem času je izdal veliko publikacij in prevodov, do leta 1911 pa je predaval na Univerzi v Sofiji.